# Marysville (Michigan)
Marysville ist eine kleine Stadt im St. Clair County im amerikanischen Bundesstaat Michigan. Das U.S. Census Bureau hat bei der Volkszählung 2020 eine Einwohnerzahl von 9997 ermittelt.
Der Ort liegt am Westufer des St. Clair River, wenige Kilometer südlich von Port Huron und der Südspitze des Lake Huron. Auf der Ostseite des St. Clair River beginnt das kanadische Staatsgebiet; gegenüber von Marysville liegt Froomfield, ein Vorort von Sarnia.

## Geschichte
Marysville ist eine der ältesten besiedelten Orte in Michigan. 1780 ging hier die erste Sägemühle in Betrieb, um die damals reichlich vorhandene Weymouth-Kiefer (white pine) zu Bauholz zu verarbeiten, das über den St. Clair River zum schnell wachsenden Detroit gelangte. Nachdem Detroit 1805 durch ein Feuer fast komplett zerstört worden war, baute man vier weitere Sägemühlen. In den 1840er Jahren baute E. P. Vickery hier eine neue Sägemühle und nannte den Ort Vicksburg. In den 1860er Jahren verkaufte Vickery die Sägemühle weiter. Der neue Besitzer benannte den Ort nach seiner Frau Mary in Marysville um. Im Oktober 1919 wurde Marysville als City inkorporiert.
1921 produzierte das Unternehmen Wills Sainte Claire Motor Company in einer neuerrichteten Fabrik in Marysville das erste Auto. Firmengründer C. Harold Wills war vorher Chefingenieur bei Ford. Wills Sainte Claire schloss die Fabrik 1926 wieder, der erwartete Aufschwung für die Stadt setzte nicht ein. In Marysville wurden insgesamt 14.000 Autos produziert, die einige Innovationen wie den Einsatz von Molybdän-Stahl und Rückscheinwerfer aufwiesen. 1935 kaufte Chrysler das leerstehende Fabrikgelände, und eröffnete dort die Marysville Parts Plant für Zulieferteile. 1930 eröffnete der Erfinder und Unternehmer Garfield Arthur Wood im Ort die Gar Wood Boat Works, die Sportboote baute. Im Zweiten Weltkrieg baute dort Gar Wood in Zusammenarbeit mit Chrysler als Bootsmotor-Lieferant kleine Transportboote (Navy Personnel Boat) für die US Navy.
2010 eröffnete der deutsche Automobilzulieferer ZF in Marysville ein Werk für die Herstellung von Achsen für Chrysler-Fahrzeuge.
Die Geschichte und Autos von Wills Sainte Claire sind heute im Wills Sainte Claire Auto Museum in Marysville zu sehen.

## Persönlichkeiten
Die Pop-Punk-Band Every Avenue wurde in Marysville gegründet. Die Eishockeyspieler Chad Billins und Nick Schilkey wurden in Marysville geboren.